# Хан, Анна (серийная убийца)
Анна Мэ́ри Хан (англ. Anna Marie Hahn; 7 июля 1906, Бавария, Германия — 7 декабря 1938, Огайо, США) — американская серийная убийца.

## Биография
Анна Мария Фишер родилась 7 июля 1906 года в Баварии, Германия. Она была младшим, двенадцатым по счёту, ребенком в семье. По словам Анны, ещё в подростковом возрасте она закрутила роман с венским врачом, в результате чего родила сына, которого назвали Оскар. В семье Анны Марии Фишер разразился большой скандал, так как сын Хан был внебрачным.
После этого, в 1929 году, Хан отправляют в Америку, а её сын Оскар остаётся с её родителями в Германии. В США Анна Мария Хан стала жить у родственников в городе Цинциннати, штат Огайо. Там же она знакомится с эмигрантом из Германии Филиппом Ханом.
В 1930 году Анна Мария Хан (тогда ещё — Фишер) и Филипп Хан поженились. В том же году они ненадолго возвращаются на родину в Германию, чтобы забрать сына Анны Оскара.
Как считается, в Америке Анна Мария Хан пристрастилась к азартным играм, что, в конечном счёте, привело её на криминальный путь. Она стала последовательно убивать пожилых мужчин из немецкой общины в городе Цинциннати, «ухаживая» за ними.
Предположительно, первой жертвой Хан стал Эрнст Колер, скончавшийся 6 мая 1933 года. За их недолгое знакомство Эрнст Колер по завещанию оставил «своей подруге Хан» свой дом.
Следующей жертвой стал Альберт Паркер, которому на тот момент было 72 года. Он умер через короткий промежуток времени, после того как Анна Мария Хан стала ухаживать за ним. Считается, что Хан заняла у него под расписку 1000 долларов, которая после смерти Паркера вдруг сразу исчезла.
Ещё одной жертвой Хан стал 78-летний Яков Вагнер. Он называл Анну Марию Хан «любимой племянницей». После его смерти 3 июня 1937 года ей досталось от него 17 тысяч долларов.
За ним последовал 67-летний Джордж (Георг) Гезелльман, который умер 6 июля 1937 года. От него Анне Марии Хан досталось 15 тысяч долларов.
Последним человеком, которого убила Хан, был Георг Обендорфер. Его смерть наступила 1 августа 1937 года. Он вместе с Анной Марией Хан и её сыном Оскаром ехал на поезде в штат Колорадо и там же ему стало плохо.

## Поимка и приговор
Экспертиза после вскрытия установила, что у Георга Обендорфера очень большое количество мышьяка в организме. У полиции появились подозрения по отношению к Хан. После эксгумации двух других тел пожилых мужчин, за которыми ухаживала Хан, также выяснилось, что их убили, отравив мышьяком.
В ноябре 1937 года Анне Марии Хан после четырехнедельного суда был вынесен приговор. Её приговорили к смертной казни на электрическом стуле. Хан до последнего момента не признавала свою вину за совершенные убийства. Но, после приведения приговора в исполнение 7 декабря 1938 года, было найдено признание, написанное Хан на 20 листах.